# Rafael Márquez Lugo
Rafael Márquez Lugo est un footballeur mexicain né le 2 novembre 1981 à Mexico. International, il évoluait au poste d'attaquant. Il devient ensuite consultant pour Fox Sports Mexico.

## Biographie

### En club
Formé au Club Universidad Nacional, Rafael Márquez joue principalement en faveur du Monarcas Morelia, du CF Atlante et du Chivas de Guadalajara.
Il remporte la Ligue des champions de la CONCACAF en 2009 avec le CF Atlante.

### En équipe nationale
Rafael Márquez participe à plusieurs compétitions internationales avec l'équipe du Mexique. Il dispute tout d'abord les Jeux olympiques d'été de 2004, avant de terminer quatrième de la Coupe des confédérations 2005.
Il atteint ensuite les quarts de finale de la Gold Cup 2005 organisée aux États-Unis. Il est pour finir sélectionné pour jouer la Copa América 2011 et la Gold Cup 2013.

## Carrière
- 2000-2002 : UNAM ( Mexique)
- 2003 : Jaguares ( Mexique)
- 2004-2007 : Monarcas Morelia ( Mexique)
- 2007 : CF Pachuca ( Mexique)
- 2008 : UAG Tecos ( Mexique)
- 2008 : Club América ( Mexique)
- 2009-2011 : CF Atlante ( Mexique)
- → 2010-2012 : Monarcas Morelia ( Mexique)
- 2012-2015 : Chivas de Guadalajara ( Mexique)[2]

## Palmarès
- Vainqueur de la SuperLiga en 2007 avec le CF Pachuca et en 2010 avec le Monarcas Morelia
- Vainqueur de la Ligue des champions de la CONCACAF en 2009 avec le CF Atlante